# Piscina de agua salada

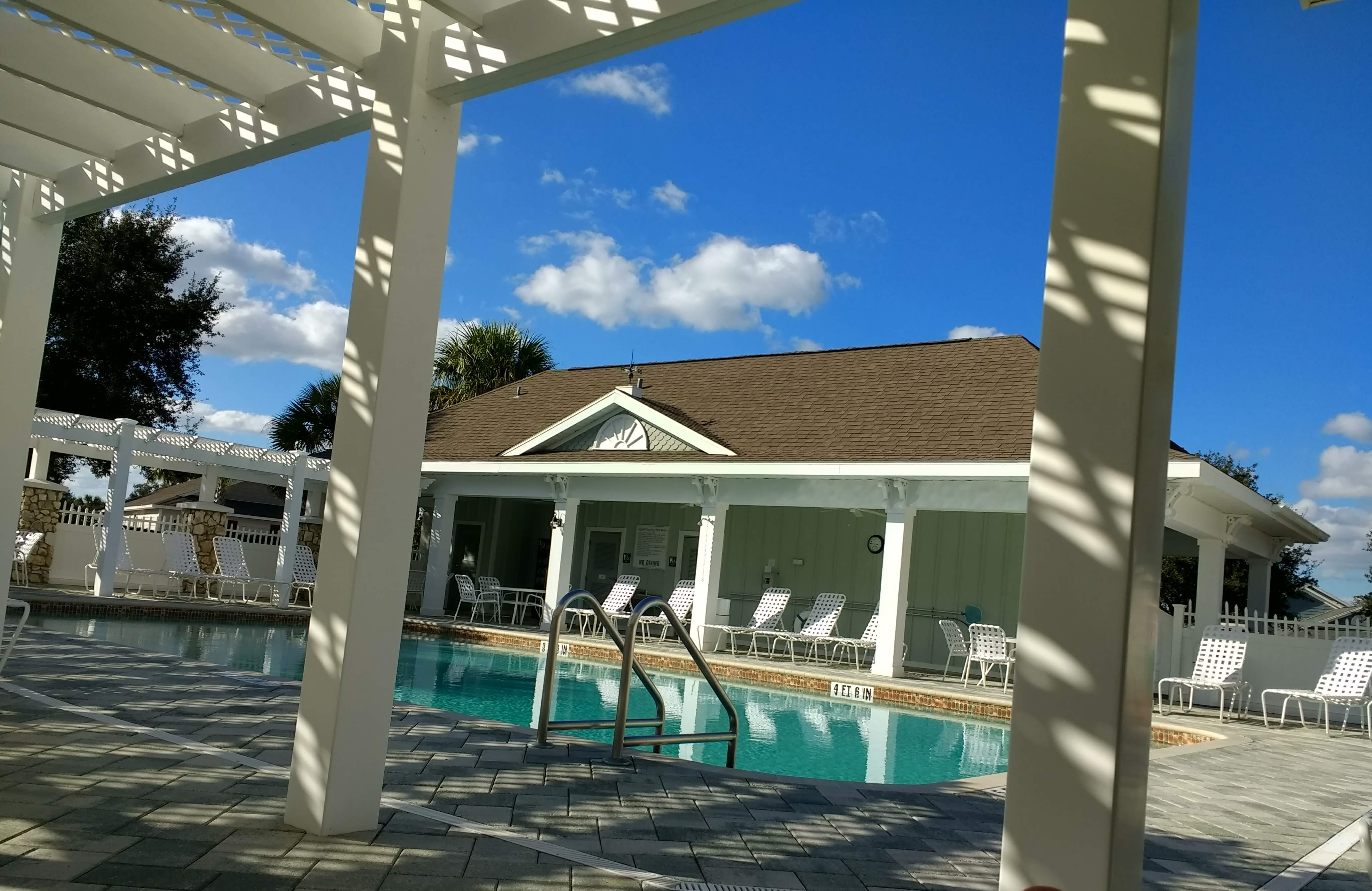
Una piscina de agua salada con cloración salina en The Villages, Florida

Una piscina de agua salada tiene un proceso de cloración salina que utiliza sal disuelta (1.000–36.000 ppm o 1–36 g/L) para la cloración de piscinas y jacuzzis . El generador de cloro (también conocido como celda de sal, generador de sal, clorador de sal o SWG) utiliza la electrólisis en presencia de sal disuelta para producir cloro gaseoso o sus formas disueltas, ácido hipocloroso e hipoclorito de sodio, que ya se utilizan habitualmente como agentes. El hidrógeno también se produce como subproducto en el saneamiento de piscinas.

## Diferencia con la cloración tradicional de piscinas
La presencia de cloro en las piscinas tradicionales puede describirse como una combinación de cloro disponible libre (FAC) y cloro disponible combinado (CAC). Mientras que FAC se compone del cloro libre disponible para desinfectar el agua, el CAC incluye cloraminas, que se forman por la reacción de FAC con aminas (introducidas en la piscina por la transpiración humana, saliva, moco, orina y otros productos biológicos, y por insectos y otras plagas). Las cloraminas son responsables del "olor a cloro" de las piscinas, así como de la irritación de la piel y los ojos. Estos problemas son el resultado de unos niveles insuficientes de cloro disponible libre e indican una piscina que debe "chocarse" con la adición de 5 a 10 veces la cantidad normal de cloro. En las piscinas de agua salada, el generador utiliza electrólisis para producir continuamente cloro libre. Como tal, una piscina de agua salada o una bañera de hidromasaje no es realmente libre de cloro; simplemente utiliza sal añadida y un generador de cloro en lugar de la adición directa de cloro. También quema las cloraminas al igual que el choque tradicional (oxidante). Como ocurre con las piscinas con cloro tradicional, las piscinas de agua salada deben controlarse para mantener la química del agua adecuada. Los bajos niveles de cloro pueden ser causados por una sal insuficiente, una configuración incorrecta (baja) de generación de cloro en la unidad SWG, una demanda de cloro superior a la normal, un estabilizador bajo, una exposición al sol, una velocidad insuficiente de la bomba o problemas mecánicos con el generador de cloro. El valor de concentración de sal puede reducirse debido a las salpicaduras, el lavado inverso y la dilución mediante el agua de lluvia. También la temperatura del agua es muy importante, puesto que si se mantiene alta, favorece la proliferación de algas.

## Preocupaciones por la salud
Las investigaciones han demostrado que como las piscinas de agua salada utilizan la desinfección con cloro, generan los mismos subproductos de desinfección (DBP) que están presentes en las piscinas tradicionales. Los más preocupantes son las halocetonas y los trihalometanos (THM) de los que la forma predominante es el bromoformo . En algunas piscinas públicas de agua salada se han encontrado niveles muy altos de bromoformo (hasta 1,3 mg por litro, o 13 veces los valores de referencia de la Organización Mundial de la Salud) .
Hay varias empresas que han estado fabricando generadores de cloro de agua salada en Estados Unidos desde principios de la década de 1980, de hecho ya habían aparecido por primera vez comercialmente en Nueva Zelanda y posteriormente en otros países, a principios de la década de 1970 (Aquatech IG4500).

## Funcionamiento
La célula de cloración consta de placas paralelas de titanio recubiertas de rutenio ya veces iridio . Los modelos más antiguos utilizan placas perforadas (o de malla) en lugar de placas macizas. La electrólisis atrae de forma natural el calcio y otros minerales a las placas. Así, dependiendo de la química del agua y la magnitud de uso, la célula necesitará una limpieza periódica en una solución ácida suave (1 parte de HCl a 15 partes de agua) que eliminará la acumulación de cristales de compuestos de calcio, tales como carbonato de calcio o nitrato de calcio. La acumulación excesiva puede reducir la eficacia de la célula. Hacer funcionar el clorador durante largos períodos con una sal insuficiente en la piscina puede eliminar el recubrimiento de la célula, lo que requiere un coste sustitución, como puede utilizar un lavado ácido demasiado fuerte.
Las piscinas de agua salada también pueden requerir estabilizador ( ácido cianúrico ) para ayudar a evitar que los rayos UV del sol descompongan el cloro libre de la piscina. Los niveles habituales son de 20 a 50 ppm. También requieren que el pH se mantenga entre 7,2 y 7,8 y el cloro es más efectivo si el pH se mantiene más cerca de 7,2. Los niveles medios de sal suelen estar entre 3000 y 5000 ppm, mucho menos que el océano, que tiene niveles de sal en torno a 35.000 ppm. En las piscinas, normalmente se vierte sal por el fondo y se barre con el cepillo de la piscina hasta que se disuelve; si se permite la entrada de salmuera concentrada en el sistema de retorno de agua, puede provocar un mal funcionamiento de la célula del clorado debido a la sobreconductividad.
La cloración de agua salada produce un exceso de iones hidroxilo, lo que requiere la adición frecuente de ácido clorhídrico (HCl, también conocido como ácido muriático ) para neutralizar la alcalinidad. La química inicial del cloro es la siguiente.
4NaCl → 4Na + + 4Cl − La sal se disuelve en agua.
4Na + + 4Cl − → 4Na + 2Cl₂ Por electrólisis.
4Na + 4H₂0 → 4Na + +4OH − + 2H₂ Reacción del sodio metálico con el agua.
2Cl₂ + 2H₂O → 2HClO + 2H+ + 2Cl − Hidrólisis de cloro gaseoso acuoso.
2HClO → HClO + ClO − + H+ Disociación del ácido hipocloroso a pH 7,5 y 25 °C.
4NaCl + 3H₂O → 4Na + + HClO + ClO − + OH − + 2Cl − + 2H₂ Neto de todo lo anterior.
Adición de ácido clorhídrico para restaurar el pH a 7,5
HCl + 4Na + + HClO + ClO - + OH - + 2Cl - +2H₂ → HClO + OCl - +H₂O + 4Na + + 3Cl - +2H₂.
4NaCl + HCl + 2H₂O → HClO + OCl − + 4Na + +3Cl − + 2H₂ Neto de los dos últimos.

## Beneficios y desventajas
Las ventajas de los sistemas de sal en las piscinas son la comodidad y entrega constante de desinfectante a base de cloro puro. La reducción de cloraminas irritantes en comparación con los métodos tradicionales de cloración y el efecto "suavizante" de la electrólisis que reduce los minerales álcalis disueltos en el agua también se perciben como beneficios. Para algunas personas con sensibilidad al cloro, estos sistemas pueden ser menos ofensivos..
Las desventajas son el coste inicial del sistema, el mantenimiento y el coste de las células de sustitución. La sal es corrosiva y dañará algunos metales y algunas piedras mal selladas. Sin embargo, dado que la concentración salina ideal de una piscina clorada con sal es muy baja (<3.500 ppm, el umbral para la percepción humana de la sal por el gusto; el agua de mar es aproximadamente diez veces esta concentración), los daños suelen producirse debido a un mantenimiento inadecuado de la química de la piscina o mantenimiento inadecuado. Los fabricantes de equipos para piscinas normalmente no garantizan productos de acero inoxidable dañados por piscinas salinas. La acumulación de precipitados de calcio y otros álcalis se producirá de forma natural en la placa del cátodo y, en ocasiones, en la misma piscina en forma de " incrustación ". Es necesario un mantenimiento regular de la célula; no hacerlo reducirá la eficacia de la célula. Algunos diseños de cloradores salinos utilizan un método de "polaridad inversa" que cambiará regularmente los roles de los dos electrodos entre ánodo y cátodo, haciendo que esta acumulación de calcio se disuelva del electrodo acumulado. Estos sistemas reducen, pero no eliminan, la necesidad de limpiar la celda electrolítica y la aparición de incrustaciones de calcio en el agua.
A medida que se genera cloro, el pH aumentará haciendo que el cloro sea menos efectivo. Muchos sistemas con automatización química pueden detectar el aumento del pH e introducir automáticamente CO₂ o ácido clorhídrico para devolver el pH al nivel objetivo.
Los sistemas de automatización también gestionarán los niveles de desinfectante mediante el seguimiento de los niveles ORP o redox del agua. Esto permite que sólo se genere la cantidad necesaria de cloro en función de la demanda.
El bromuro de sodio se puede utilizar en lugar del cloruro de sodio, que produce una piscina de bromo. Las ventajas y los inconvenientes son las mismas que las de un sistema de sal. No es necesario utilizar un ácido a base de cloruro para equilibrar el pH. Además, el bromo sólo es efectivo como desinfectante, no como oxidante, por lo que hay que añadir un "choque" como peróxido de hidrógeno o cualquier choque a base de cloro para quemar residuos inorgánicos y liberar bromos combinados. Este paso adicional no es necesario en un sistema de cloruro de sodio, ya que el cloro es efectivo tanto como desinfectante como oxidante. Un usuario sólo debería "superclorar" o aumentar la producción de cloro de la célula de vez en cuando. Esto normalmente sería menos de una vez a la semana o después de fuertes cargas de bañistas.

## Aceite y grasas en superficie
La densidad del agua dulce es de 1.000 kilogramos por metro cúbico, mientras que la densidad del agua de mar varía entre 1.020 y 1.030 kilogramos por metro cúbico. El aceite es menos denso que el agua dulce y que el agua de salada, por lo que flota en ambos tipos de agua, pero debido esa diferencia de densidad del agua, las partículas de aceite y grasas, en dispersión en el agua llegarán más rápidamente a la superficie en una piscina de agua salada o de mar, siendo en ambos casos, el "único medio posible" para eliminarlas, hacer recircular el agua superficial mediante los skimmers.